# 國民團結黨 (新加坡)
國民團結黨（英語：National Solidarity Party）是一個新加坡政黨，創立於1987年3月6日。曾經於2001年加入新加坡民主聯盟，卻後來於2007年退出。到目前為止，該政黨尚未有人於大選中贏得國會議席，但該黨的前秘書長謝鏡豐卻曾於2001年到2006年期間擔任非選區議員。